# Taekwondo nos Jogos Pan-Americanos de 2011 - Até 58 kg masculino
A categoria até 58 kg masculino do taekwondo nos Jogos Pan-Americanos de 2011 foi disputada em 15 de outubro no Ginásio do CODE II com 14 taekwondistas, cada um representando um país.

## Calendário
Horário local (UTC-6).
| Data          | Horário | Fase             |
| ------------- | ------- | ---------------- |
| 15 de outubro | 11:00   | Oitavas-de-final |
| 15 de outubro | 12:30   | Quartas-de-final |
| 15 de outubro | 17:00   | Semifinal        |
| 15 de outubro | 18:00   | Final            |

## Medalhistas
| Ouro   | DOM Gabriel Mercedes               |
| Prata  | MEX Damián Villa                   |
| Bronze | CUB Frank Díaz BRA Márcio Ferreira |

## Resultados

### Chave
|  | Oitavas-de-final    | Oitavas-de-final    | Oitavas-de-final |  |  | Quartas-de-final     | Quartas-de-final     | Quartas-de-final    |    |                      | Semifinais           | Semifinais           | Semifinais |  |  | Final | Final | Final |
|  |                     |                     |                  |  |  |                      |                      |                     |    |                      |                      |                      |            |  |  |       |       |       |
|  |                     |                     |                  |  |  |                      |                      |                     |    |                      |                      |                      |            |  |  |       |       |       |
|  |                     |                     |                  |  |  | DOM Gabriel Mercedes | DOM Gabriel Mercedes | 7                   |    |                      |                      |                      |            |  |  |       |       |       |
|  | CAN Jocelyn Addison | CAN Jocelyn Addison | 9                |  |  | CAN Jocelyn Addison  | CAN Jocelyn Addison  | 1                   |    |                      |                      |                      |            |  |  |       |       |       |
|  | CRC Heiner Oviedo   | CRC Heiner Oviedo   | 3                |  |  |                      |                      |                     |    | DOM Gabriel Mercedes | DOM Gabriel Mercedes | 11                   |            |  |  |       |       |       |
|  | ARU Nigel Ras       | ARU Nigel Ras       | 5                |  |  |                      | CUB Frank Díaz       | CUB Frank Díaz      | 3  |                      |                      |                      |            |  |  |       |       |       |
|  | CUB Frank Díaz      | CUB Frank Díaz      | 7                |  |  | CUB Frank Díaz       | CUB Frank Díaz       |                     |    |                      |                      |                      |            |  |  |       |       |       |
|  | COL Óscar Muñoz     | COL Óscar Muñoz     | 7                |  |  | COL Óscar Muñoz      | COL Óscar Muñoz      | RSC                 |    |                      |                      |                      |            |  |  |       |       |       |
|  | VEN Mario Leal      | VEN Mario Leal      | 1                |  |  |                      |                      |                     |    |                      | DOM Gabriel Mercedes | DOM Gabriel Mercedes | 8          |  |  |       |       |       |
|  | MEX Damián Villa    | MEX Damián Villa    | 15               |  |  |                      | MEX Damián Villa     | MEX Damián Villa    | 7  |                      |                      |                      |            |  |  |       |       |       |
|  | AHO Audy Muller     | AHO Audy Muller     | 3                |  |  | MEX Damián Villa     | MEX Damián Villa     | 12                  |    |                      |                      |                      |            |  |  |       |       |       |
|  | USA Olie Burton     | USA Olie Burton     | 11               |  |  | GUA Jhonnatan Mejía  | GUA Jhonnatan Mejía  | 8                   |    |                      |                      |                      |            |  |  |       |       |       |
|  | GUA Jhonnatan Mejía | GUA Jhonnatan Mejía | 15               |  |  |                      |                      |                     |    | MEX Damián Villa     | MEX Damián Villa     | 17                   |            |  |  |       |       |       |
|  | PAN Víctor González | PAN Víctor González | 9                |  |  |                      | BRA Márcio Ferreira  | BRA Márcio Ferreira | 10 |                      |                      |                      |            |  |  |       |       |       |
|  | URU Mayko Votta     | URU Mayko Votta     | 10               |  |  | URU Mayko Votta      | URU Mayko Votta      | 2                   |    |                      |                      |                      |            |  |  |       |       |       |
|  |                     |                     |                  |  |  | BRA Márcio Ferreira  | BRA Márcio Ferreira  | 7                   |    |                      |                      |                      |            |  |  |       |       |       |
|  |                     |                     |                  |  |  |                      |                      |                     |    |                      |                      |                      |            |  |  |       |       |       |